# Okvir
Okvir je građevni nosivi sklop sastavljen od jedne ili više greda (prečaka) te dvaju ili više stupova (potpornja), obično međusobno kruto spojenih. Često je nepokretno oslonjen, kada se, kao i kod lûka, pri okomitom opterećenju javljaju i vodoravne reaktivne sile. Takav okvir, ali s dodatnim zglobom, obično je u sredini raspona statički određen, a naziva se trozglobni okvir. 
S obzirom na materijal, okvir može biti od armiranog ili prednapetoga betona, čelika ili druge kovine, ili od drva. Armiranobetonski okviri grade se kao punostjeni monolitni ili montažni, čelični od valjanih profila ili zavarivanjem limova, dok se oni drveni danas uglavnom izrađuju kao nosači od lijepljenoga (lameliranoga) drva.

## Okvirne konstrukcije
Okvirne konstrukcije su sastavljene od više okvira povezanih u cjelinu, danas su čest konstruktivni sustav zgrada. Mogu biti ravninske ili prostorne, jednorasponske ili višerasponske, a po visini prizemne, jednokatne i višekatne. Prizemne jednorasponske okvirne konstrukcije najčešće se primjenjuju za sportske dvorane, hangare i slično, a one višerasponske na primjer za prodajne i tvorničke hale. Zbog mogućnosti fleksibilna rasporeda prostora, višekatne su okvirne konstrukcije čest nosivi sklop javnih i poslovnih zgrada i nebodera.